# Municipio de Colorado
El municipio de Colorado (en inglés: Colorado Township) es un municipio ubicado en el condado de Lincoln en el estado estadounidense de Kansas. En el año 2010 tenía una población de 289 habitantes y una densidad poblacional de 3,09 personas por km².

## Geografía
El municipio de Colorado se encuentra ubicado en las coordenadas 38°59′51″N 97°58′30″O / 38.99750, -97.97500. Según la Oficina del Censo de los Estados Unidos, el municipio tiene una superficie total de 93.59 km², de la cual 93,57 km² corresponden a tierra firme y (0,02 %) 0,02 km² es agua.

## Demografía
Según el censo de 2010, había 289 personas residiendo en el municipio de Colorado. La densidad de población era de 3,09 hab./km². De los 289 habitantes, el municipio de Colorado estaba compuesto por el 98,62 % blancos, el 1,04 % eran asiáticos y el 0,35 % eran de una mezcla de razas. Del total de la población el 2,42 % eran hispanos o latinos de cualquier raza.